# جمعیت‌شناسی پیشاتاریخ
جمعیت‌شناسی پیشاتاریخ یا جمعیت‌شناسی باستانی، مطالعه جمعیت‌شناسی انسان و انسان‌ریخت‌ها در دوران قبل از تاریخ است.
به‌طور مشخص‌تر، جمعیت‌شناسی دیرینه، به بررسی تغییرات در جمعیت‌های قبل از دوران مدرن می‌پردازد تا موارد تأثیرات آن بر طول عمر و سلامت مردمان پیشین را مشخص کند. بازسازی اندازه و پویایی جمعیت‌های باستانی، بر اساس زیست‌باستان‌شناسی، DNA باستانی و استنتاج از ژنتیک جمعیت مدرن انجام می‌شود.

## روش‌ها

### آنالیز اسکلتی
تجزیه و تحلیل یک اسکلت، می‌تواند اطلاعاتی مانند برآورد سن در زمان مرگ را ارائه دهد. روش‌های بی‌شماری وجود دارند که می‌توان از آنها استفاده کرد؛ علاوه بر تخمین سن و تخمین جنسیت، کسی که در استخوان‌شناسی پایه تبحر دارد، می‌تواند حداقل تعداد افراد (یا MNI) را در محیط‌های شلوغ، مانند گورهای دسته جمعی یا در محل گردآوری استخوانهای مردگان مشخص کند. این امر مهمی است، زیرا همیشه مشخص نیست که استخوان‌های انباشته شده در یک توده و در هنگام کاوش، از چند جسد تشکیل شده‌اند.
گاهی اوقات، شیوع بیماری‌هایی مانند جذام در زمان گذشته را، می‌توان از روی بازسازی و تحلیل استخوان نیز تعیین کرد. پالئوپاتولوژی یا همان‌طور که این تحقیقات نامیده می‌شوند، می‌تواند در تخمین دقیق میزان مرگ و میر مفید باشد.

## تجزیه‌وتحلیل ژنتیکی
افزایش دسترسی به توالی‌یابی DNA از اواخر دهه ۱۹۹۰، امکان تخمین اندازه مؤثر جمعیت در دوران پارینه سنگی را فراهم کرده است. چنین مدل‌هایی، اندازه جمعیت مؤثر انسانی را، در حدود ۱۰۰۰۰ نفر برای اواخر دوره پلیستوسن پیشنهاد می‌کنند. این فقط شامل جمعیت زادآوری می‌شود که در درازمدت، فرزندانی تولید کرده‌اند و جمعیت واقعی ممکن است به‌طور قابل توجهی بزرگتر بوده باشد (تا شش رقم). شری و همکاران (۱۹۹۷)، بر اساس عناصر Alu، اندازه جمعیت مؤثر تقریباً ثابتی در حدود ۱۸٬۰۰۰ نفر را برای جمعیت انسان‌های اجدادی انسان‌های مدرن، در طول یک تا دو میلیون سال گذشته تخمین زدند. هاف و همکاران (۲۰۱۰)، تمام مدل‌هایی را که اندازه جمعیت مؤثر باستانی آنها بزرگتر از ۲۶٬۰۰۰ بود رد کردند. در بررسی بازه زمانی حدود. ۱۳۰٬۰۰۰ سال پیش، سجودین  و همکاران  اندازه جمعیت مؤثر را بین ۱۰٬۰۰۰ تا ۳۰٬۰۰۰ نفر تخمین می‌زنند و «سرشماری جمعیت» واقعی هومو ساپینس‌های اولیه را، تقریباً ۱۰۰٬۰۰۰ تا ۳۰۰٬۰۰۰ نفر حدس می‌زنند. نویسندگان همچنین خاطرنشان می‌کنند که مدل آنها، فرض وجود یک گلوگاه جمعیتی اولیه (پیش از خروج از آفریقا) را که بر تمام گونه‌های انسان خردمند تأثیر گذاشته است را رد می‌کند.

## برآورد مساحت قابل سکونت زمین
طبق یک مطالعه در سال ۲۰۱۵، کل مساحت خشکی‌های آفریقا، اوراسیا و ساحل که در طول آخرین حداکثر یخبندان (LGM) برای انسان‌ها قابل سکونت بود، حدود ۷۶۹۵۹۷۱۲٫۴ کیلومتر مربع بوده. بر اساس مجموعه میانگین داده‌ها، تراکم جمعیت گروه‌های جمع‌آوری کننده-گردآورنده که توسط لوئیس آر. بینفورد جمع‌آوری شده است، نشان‌دهنده تراکم متوسط ۰٫۱۲۲۳ انسان در کیلومتر مربع و تراکم میانه ۰٫۰۴۴۴ انسان در کیلومتر مربع است، جمعیت انسانی آفریقا و اوراسیا در زمان LGM، بین ۲٬۹۹۸٬۸۲۰ تا ۸٬۲۶۰٬۲۶۲ نفر بوده است. از طرف دیگر، اگر تراکم جمعیت انسانی بر اساس تراکم گوشتخواران مدرن با جثه متوسط تا بزرگ که تراکم میانه آنها ۰٫۲۷۵ نفر در کیلومتر مربع و تراکم میانگین آنها ۰٫۰۳۸۴ نفر در کیلومتر مربع است، استفاده شود، کل جمعیت انسانی آفریقایی-اوراسیایی، بین ۲٬۱۲۰٬۰۰۰ تا ۲٬۹۵۰٬۰۰۰ نفر به دست می‌آید. تراکم جمعیت ساهول به‌طور قابل توجهی کمتر از آفریقا-اوراسیا بود و در زمان قبل از LGM، تنها ۰٫۰۰۵ نفر در هر کیلومتر مربع محاسبه شده بود. در نتیجه، با فرض اینکه سهول مساحت قابل سکونت تخمینی ۹٬۴۱۸٬۷۳۰٫۸ کیلومتر مربع را در اختیار داشته است، جمعیت آن در زمان LGM، حداکثر ۴۷٬۰۰۰ نفر بوده است و احتمالاً با توجه به اینکه اعتقاد بر این است که جمعیت آن در طول LGM، تا ۶۱ درصد کاهش یافته است، روند جمعیتی که توسط شواهد باستان‌شناسی پشتیبانی می‌شود، کمتر از این مقدار بوده است و بنابراین تراکم جمعیت واقعی آن، حتی کمتر از تراکم محاسبه شده از قبل از LGM بوده است.

## برآورد جمعیت انسان‌تباران
جی. لارنس آنجل تخمین زده است که میانگین طول عمر انسان‌های اولیه در ساوانای آفریقا، بین ۴٬۰۰۰٬۰۰۰ تا ۲۰۰٬۰۰۰ سال پیش، ۲۰ سال بوده است. این بدان معناست که این جمعیت در هر قرن، حدوداً پنج بار به‌طور کامل تجدید می‌شود، با فرض اینکه مرگ و میر نوزادان نیز بدینصورت تخمین زده شده است. همچنین تخمین زده می‌شود که جمعیت انسان‌های اولیه در آفریقا، بین ۱۰٬۰۰۰ تا ۱۰۰٬۰۰۰ نفر در نوسان بوده است، بنابراین به‌طور متوسط، حدود ۵۰٬۰۰۰ نفر می‌شود. ضرب ۴۰٬۰۰۰ قرن در ۵۰٬۰۰۰ تا ۵۰۰٬۰۰۰ نفر در هر قرن، در مجموع ۲ میلیارد تا ۲۰ میلیارد انسان‌نما را به دست می‌دهد که در طول آن دوره زمانی تقریباً ۴٬۰۰۰٬۰۰۰ ساله، زندگی می‌کرده‌اند.